# Oddział Żandarmerii Wojskowej w Żaganiu
Lubuski Oddział Żandarmerii Wojskowej w Żaganiu – terenowa jednostka organizacyjna Żandarmerii Wojskowej i jednostka wojskowa.

## Historia Oddziału

### Sformowanie Oddziału
Oddział Żandarmerii Wojskowej w Żaganiu został sformowany w terminie do 31 grudnia 2001 w wyniku przeformowania Wydziału Żandarmerii Wojskowej w Żaganiu. Jednostka została zorganizowana na podstawie etatu wojenno-pokojowego Nr 62/165/0.
7 maja 2001 komendant Oddziału ŻW w Żaganiu, ppłk Janusz Hinc powołał komisję pod przewodnictwem ppłk. Władysława Kułasiewicza z zadaniem przyjęcia w podporządkowanie Placówki ŻW w Sulechowie.
15 października 2001 komendant Oddziału ŻW w Żaganiu powołał komisję pod przewodnictwem kpt. Jarosława Jankowskiego z zadaniem przyjęcia w podporządkowanie Placówki ŻW w Świętoszowie.
18 października 2001, w Świętoszowie, komendant Oddziału ŻW we Wrocławiu, płk mgr Marek Gosk – przekazał, a komendant Oddziału ŻW w Żaganiu, ppłk mgr Janusz Hinc – przyjął w podporządkowanie Placówkę ŻW w Świętoszowie.

### Lata 2002-2011
W lutym i marcu 2002 Oddział ŻW zaangażował posiadane siły i środki w zabezpieczenie sojuszniczego ćwiczenia strategicznego z udziałem wojsk pk. „Strong Resolve 2002”.
W dniach 22-25 kwietnia 2002, w Warszawie, odbyły się Centralne Zawody Techniczno-Bojowe Inspektorów Ruchu Drogowego Żandarmerii Wojskowej. W zawodach uczestniczył st. chor. Paweł Płonka, który zwyciężył w klasyfikacji indywidualnej, w konkurencji K3 – strzelanie z broni służbowej.
W dniu 9 maja 2002 miała miejsce ceremonia przekazania obowiązków komendanta Oddziału ŻW w Żaganiu. Dotychczasowy komendant Oddziału, płk Janusz Hinc ubył na stanowisko komendanta Oddziału ŻW w Elblągu z siedzibą w Olsztynie. Nowy komendant Oddziału, płk Ryszard Gano, przybył ze stanowiska zastępcy komendanta Mazowieckiego Oddziału ŻW w Warszawie.
23 maja 2002 komendant główny Żandarmerii Wojskowej polecił powołać w Oddziale ŻW Grupę Operacyjną działającą w systemie reagowania kryzysowego Żandarmerii Wojskowej.
18 lipca 2002 komendant główny Żandarmerii Wojskowej polecił utrzymywać na szczeblu Oddziału ŻW nieetatową grupę ochronną przeznaczoną do wsparcia Wydziału Ochrony Specjalnej Mazowieckiego Oddziału Żandarmerii Wojskowej w Warszawie, w czasie realizacji działań ochronnych osób na terenie obsługiwanym.
W dniu 31 marca 2004 nastąpiła zmiana na stanowisku komendanta Oddziału ŻW w Żaganiu. Pułkownik Mariusz Sośnicki przekazał obowiązki służbowe ppłk. Wiesławowi Szczygielskiemu.
W dniu 25 czerwca 2004 miała miejsce uroczystość przekazania obowiązków komendanta Oddziału ŻW w Żaganiu. Pułkownik Wiesław Szczygielski przekazał obowiązki płk. Krzysztofowi Drzymalikowi.
Do dnia 30 czerwca 2004 Oddział ŻW w Żaganiu i podporządkowane placówki przeformowane zostały na nowe etaty wojenno-pokojowe. Wprowadzenie nowej struktury w jednostkach organizacyjnych ŻW związane było z wejściem w życie w dniu 1 lipca 2004 nowej ustawy pragmatycznej.
Z dniem 1 sierpnia 2008 Oddział ŻW w Żaganiu przyjął w podporządkowanie Placówkę ŻW w Bolesławcu, która do tego czasu podlegała komendantowi Oddziału ŻW we Wrocławiu.
Z dniem 1 stycznia 2010, w strukturze organizacyjnej Oddziału, rozpoczęła funkcjonowanie izba zatrzymań.
Struktura organizacyjna OŻW w Żaganiu:
- Komenda Oddziału ŻW
  - Kierownictwo
  - Wydział Dochodzeniowo-Śledczy
  - Wydział Operacyjno-Rozpoznawczy
  - Wydział Prewencji
  - Wydział Dowodzenia

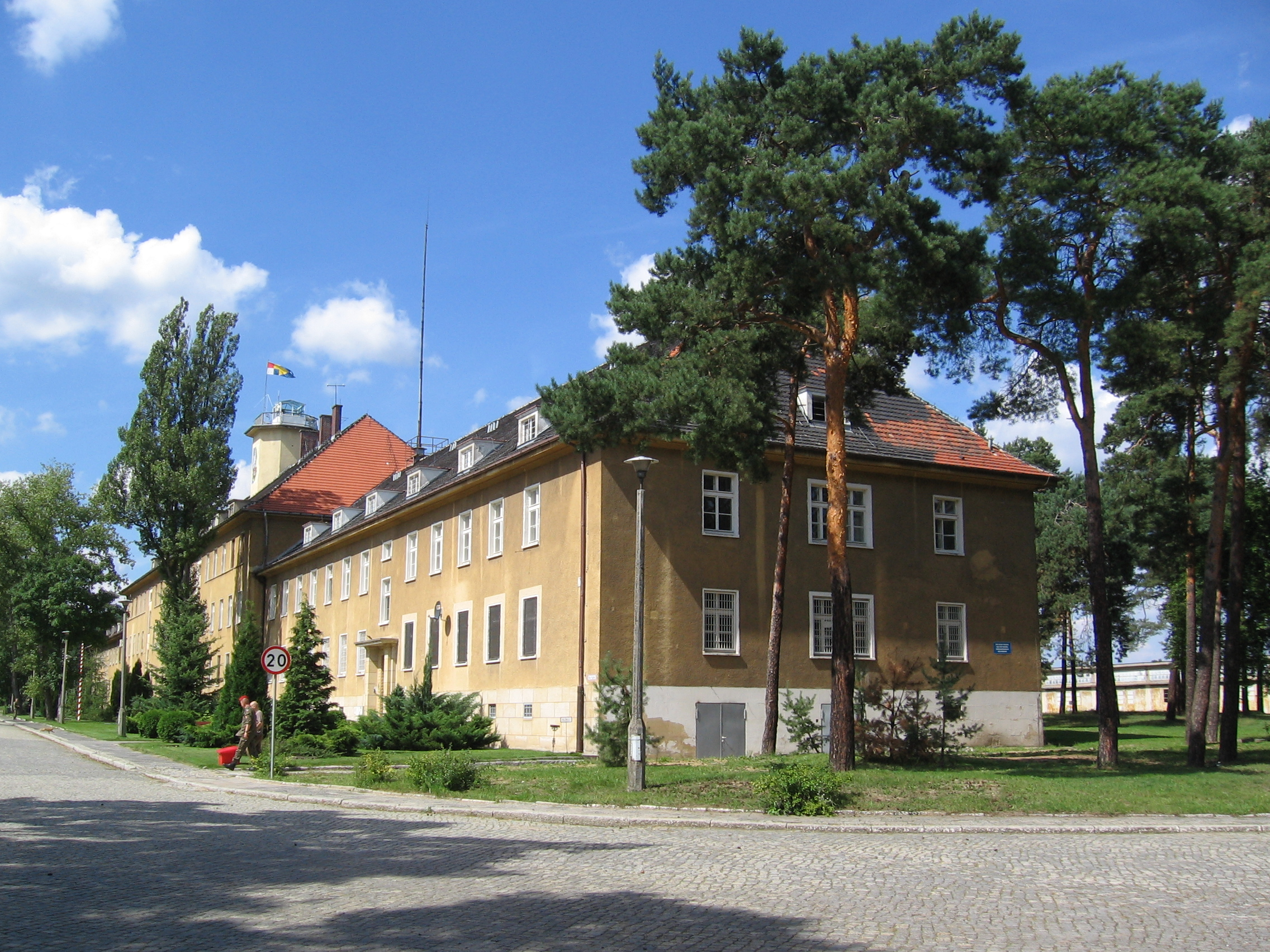
Siedziba Komendy OŻW Żagań

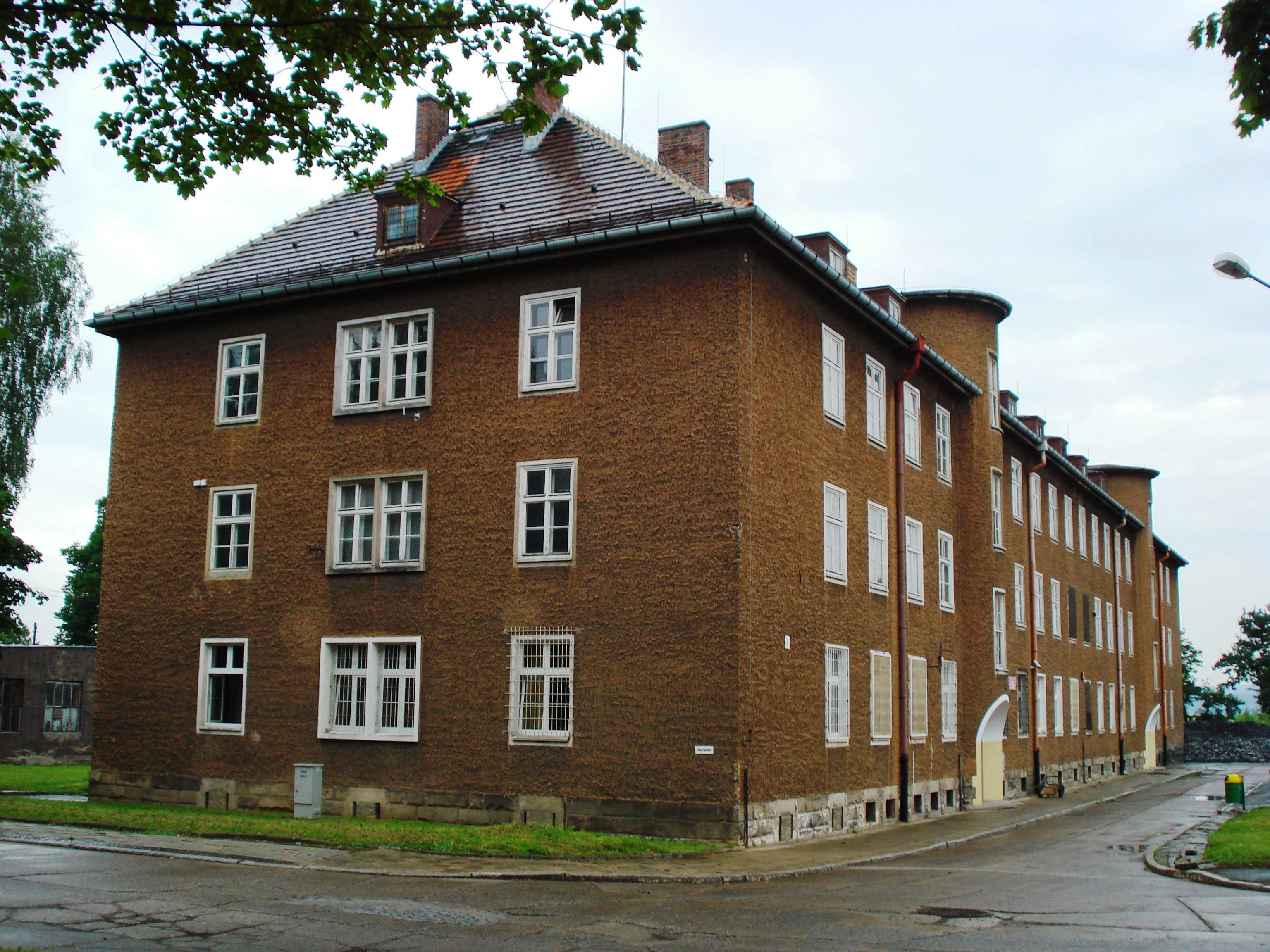
Placówka ŻW w Kłodzku

  - Sekcja Wewnętrzna i Ochrony Informacji Niejawnych
  - Sekcja Zabezpieczenia
  - Sekcja Wychowawcza
- Placówka Żandarmerii Wojskowej w Bolesławcu
- Placówka Żandarmerii Wojskowej w Międzyrzeczu
- Placówka Żandarmerii Wojskowej w Sulechowie
- Placówka Żandarmerii Wojskowej w Wędrzynie
- Placówka Żandarmerii Wojskowej w Świętoszowie

Oddział ŻW w Żaganiu wraz z podległymi jednostkami obejmuje swoją właściwością teren województwa lubuskiego oraz powiatów: bolesławieckiego, lubańskiego,
lwóweckiego i zgorzeleckiego (z województwa dolnośląskiego), w tym bezpośrednio powiaty: krośnieński, żagański, żarski i gminę Nowogród Bobrzański (z powiatu zielonogórskiego).
Jednostka nie jest spadkobiercą tradycji żadnego z historycznych pododdziałów Żandarmerii, nie posiada patrona i nie obchodzi własnego święta.
Oddział ŻW w Żaganiu tak, jak pozostałe jednostki organizacyjne ŻW nawiązuje do dziedzictwa tradycji Dywizjonu Karabinierów Konnych z 1831 i formacji Żandarmerii z lat 1914-1947 oraz obchodzi swoje Święto w dniu 13 czerwca.
30 kwietnia 2010 roku Minister Obrony Narodowej „dla podkreślenia więzi łączących żołnierzy Oddziału Żandarmerii Wojskowej ze społeczeństwem ziemi lubuskiej” nadał Oddziałowi Żandarmerii Wojskowej w Żaganiu nazwę wyróżniającą "Lubuski".
W piątek 18 czerwca 2010 roku, w Klubie Garnizonowym w Żaganiu, odbyła się uroczysta zbiórka z okazji Święta ŻW połączona z XX rocznicą powstania formacji. W trakcie uroczystości odczytana została decyzja Ministra Obrony Narodowej w sprawie nadania nazwy wyróżniającej "Lubuski" Oddziałowi Żandarmerii Wojskowej w Żaganiu, a następnie gen. bryg. Mirosław Rozmus, zastępca dowódcy 11 DKPanc wręczył wyróżnionym żołnierzom odznaczenia państwowe i resortowe.
Z dniem 10 lipca 2010 roku placówki Żandarmerii Wojskowej utraciły status terenowych jednostek organizacyjnych Żandarmerii Wojskowej oraz jednostek wojskowych, w rozumieniu art. 3 ust. 5 ustawy z dnia 21 listopada 1967 r. o powszechnym obowiązku obrony RP. W skład oddziałów lub wydziałów Żandarmerii Wojskowej mogą wchodzić placówki Żandarmerii Wojskowej, jako ich zamiejscowe komórki wewnętrzne.
W okresie od 27 września do 30 listopada 2010 roku Oddział Żandarmerii Wojskowej w Żaganiu został przeformowany na nowy etat Nr GW/070/0. Wszystkie placówki ŻW weszły w struktury Oddziału, jako zamiejscowe komórki wewnętrzne z wyjątkiem Placówki ŻW w Wędrzynie, która została przeformowana w Wydział Żandarmerii Wojskowej w Wędrzynie według etatu Nr GW /074/0. Ponownie został utworzony etat szefa sztabu Oddziału ŻW.
Struktura organizacyjna Oddziału ŻW w Żaganiu w okresie od 1 grudnia 2010 do 30 czerwca 2011 roku.
- Komenda Oddziału ŻW
  - Kierownictwo
  - Sztab
  - Wydział Dochodzeniowo-Śledczy
  - Wydział Operacyjno-Rozpoznawczy
  - Wydział Prewencji
  - Wydział Dowodzenia
  - Sekcja Wewnętrzna i Ochrony Informacji Niejawnych
  - Sekcja Wychowawcza
  - Sekcja Personalno-Organizacyjna
- Wydział Żandarmerii Wojskowej w Wędrzynie
- Placówka Żandarmerii Wojskowej w Bolesławcu
- Placówka Żandarmerii Wojskowej w Międzyrzeczu
- Placówka Żandarmerii Wojskowej w Sulechowie
- Placówka Żandarmerii Wojskowej w Świętoszowie

W czwartek 16 grudnia 2010 roku, w obecności szefa sztabu-zastępcy komendanta głównego Żandarmerii Wojskowej płk. dypl. Zbigniewa Powęski dotychczasowy komendant Oddziału, płk Krzysztof Drzymalik przekazał obowiązki swojemu zastępcy ppłk. Jerzemu Żołudziowi. W piątek 17 grudnia 2010 roku Minister Obrony Narodowej Bogdan Klich wyznaczył gen. bryg. Mirosława Rozmusa na stanowisko komendanta głównego Żandarmerii Wojskowej.
Dotychczasowy komendant Oddziału, płk Krzysztof Drzymalik został wyznaczony na stanowisko szefa Zarządu Prewencji KG ŻW. Zastąpił na tym stanowisku płk. Jerzego Żygadło. Pułkownik Drzymalik został trzecim komendantem Oddziału ŻW w Żaganiu, który z tego stanowiska awansował na stanowisko szefa zarządu w Komendzie Głównej ŻW. Poprzednio służbę w KG ŻW pełnili płk Janusz Hinc (szef Zarządu Operacyjno-Rozpoznawczego) i płk Ryszard Gano (szef Zarządu Prewencji).
1 lutego 2011 roku na uroczystej zbiórce płk Krzysztof Drzymalik wręczył płk. Jerzemu Żołudź akt mianowania na stanowisko komendanta lubuskiej Żandarmerii Wojskowej.

### Lata 2011-2015
13 maja 2011 roku komendant Oddziału ŻW w Żaganiu wydał rozkaz Nr 21/11 z dnia 13 maja 2011 roku w sprawie zmian organizacyjnych w Oddziale Żandarmerii Wojskowej w Żaganiu. Zmiany zostały przeprowadzone w terminie do 30 czerwca 2011 roku i polegały na:
likwidacji:

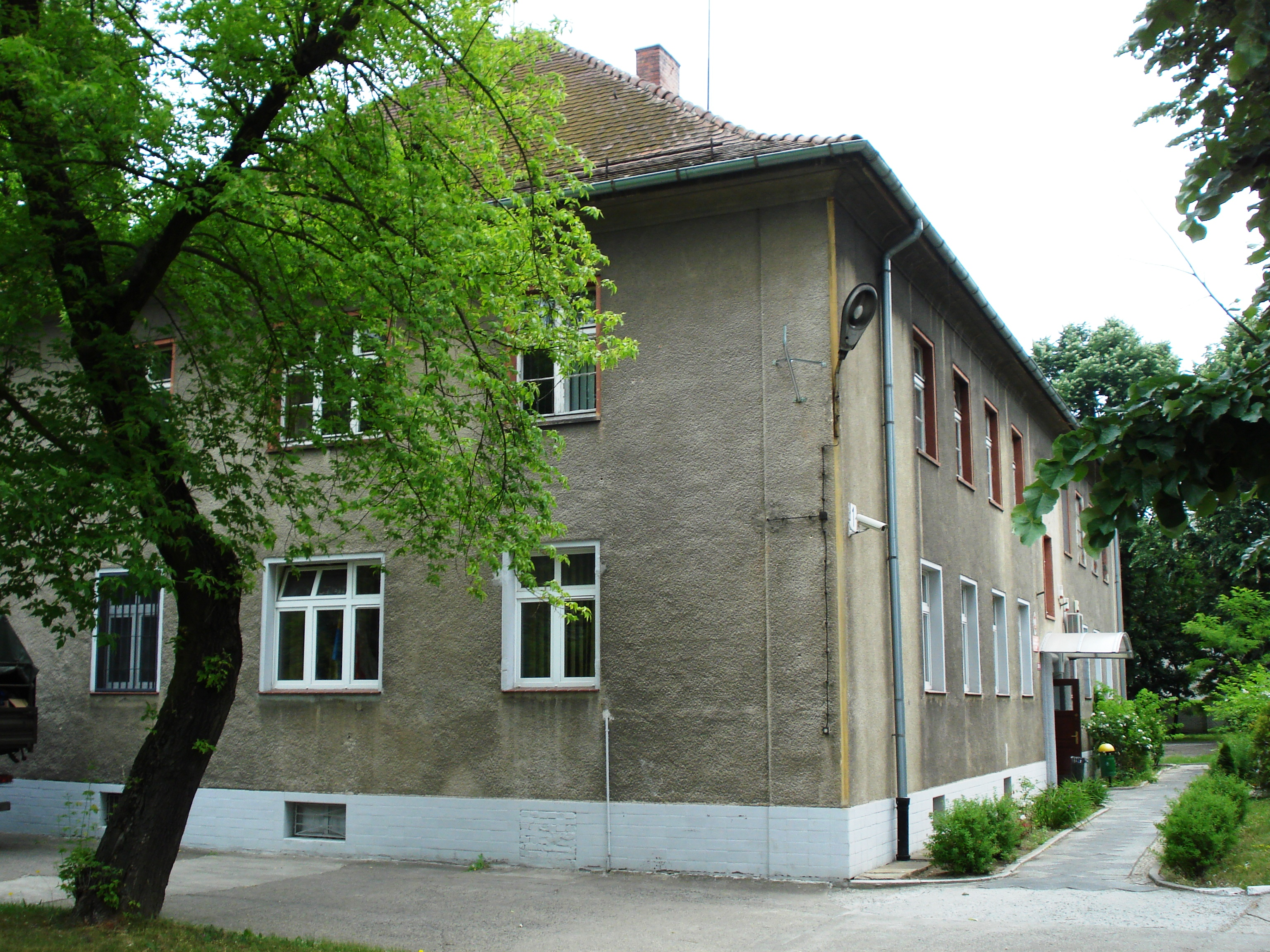
Placówka ŻW w Opolu

- Placówki Żandarmerii Wojskowej w Świętoszowie,
- Placówki Żandarmerii Wojskowej w Międzyrzeczu,
- Izby Zatrzymań w Żaganiu,

przyjęciu w podporządkowanie z Oddziału Żandarmerii Wojskowej we Wrocławiu:
- Wydziału Żandarmerii Wojskowej we Wrocławiu,
- Placówki Żandarmerii Wojskowej w Opolu,
- Placówki Żandarmerii Wojskowej w Kłodzku,

przyjęciu w podporządkowanie z Oddziału Żandarmerii Wojskowej w Poznaniu:
- Placówki Żandarmerii Wojskowej w Lesznie.

Zmiany organizacyjne spowodowały istotne zmiany personalne. Między innymi przeprowadzone zostały zmiany na stanowiskach: zastępcy komendanta i szefa sztabu Oddziału ŻW, szefa Wydziału Operacyjno-Rozpoznawczego, szefa Wydziału Prewencji, komendanta Placówki ŻW w Bolesławcu i komendanta Placówki ŻW w Sulechowie.
1 lipca 2011 roku, po przeprowadzonych zmianach organizacyjnych, Oddział ŻW w Żaganiu przyjął następującą strukturę organizacyjną.

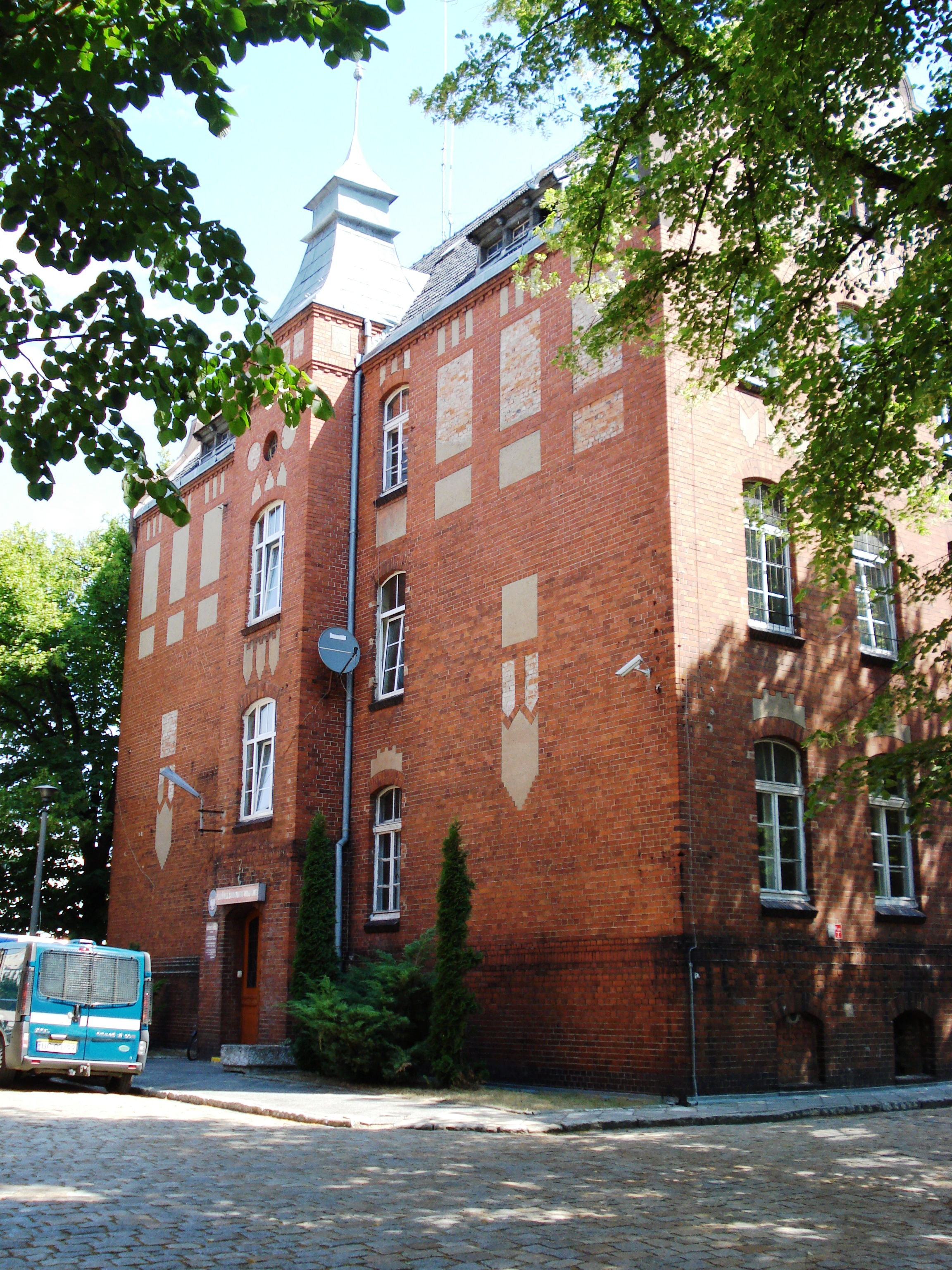
Placówka ŻW w Lesznie

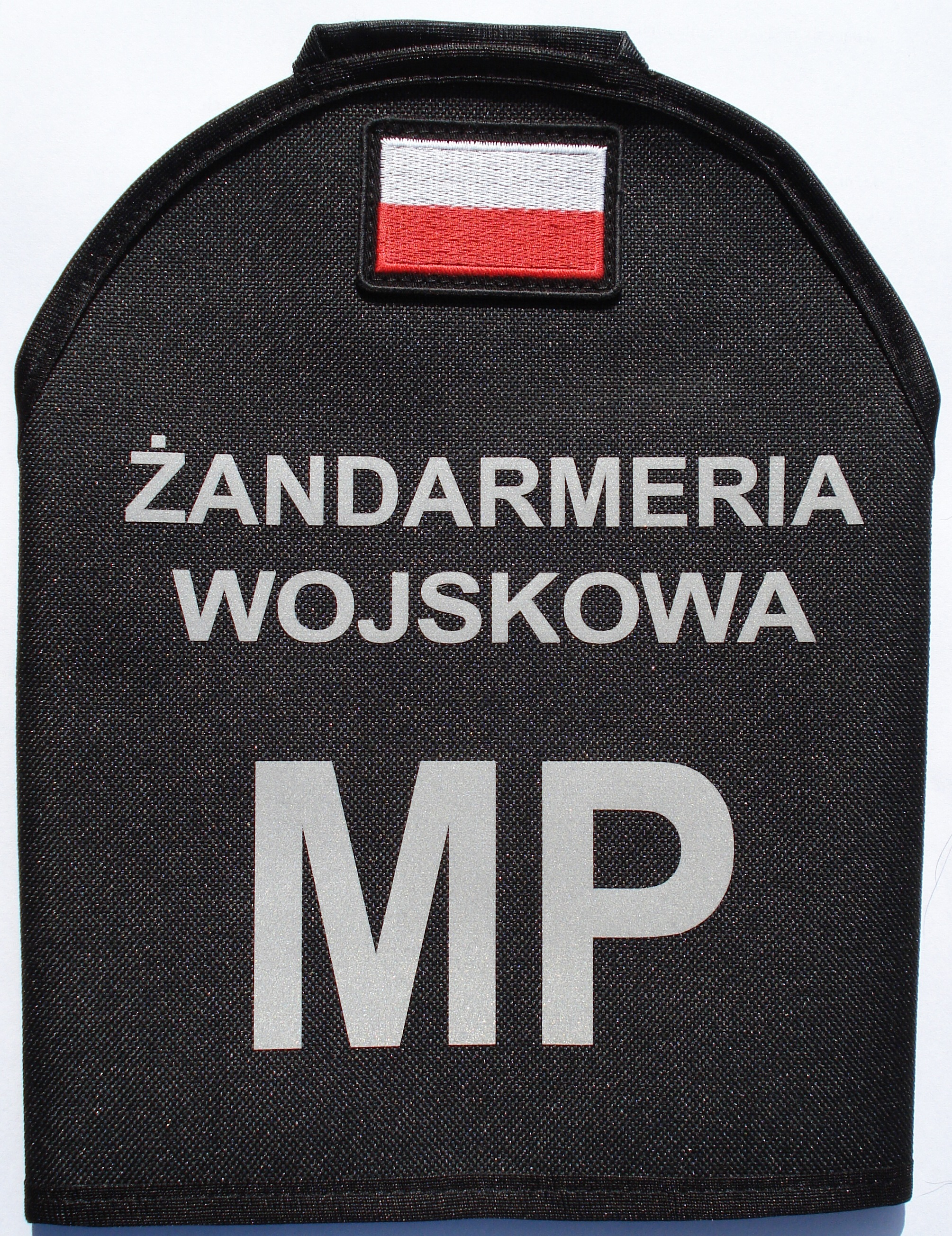
Naramiennik „MP Żandarmeria Wojskowa”

- Komenda Oddziału Żandarmerii Wojskowej w Żaganiu
- Wydział Żandarmerii Wojskowej w Wędrzynie
- Wydział Żandarmerii Wojskowej we Wrocławiu
- Placówka Żandarmerii Wojskowej w Bolesławcu
- Placówka Żandarmerii Wojskowej w Sulechowie
- Placówka Żandarmerii Wojskowej w Opolu
- Placówka Żandarmerii Wojskowej w Kłodzku
- Placówka Żandarmerii Wojskowej w Lesznie

Z dniem 1 lipca 2011 roku Minister Obrony Narodowej zmienił nazwę Wydziału Operacyjno-Rozpoznawczego występującego w strukturze Lubuskiego Oddziału Żandarmerii Wojskowej na Wydział Kryminalny oraz Sekcji Operacyjno-Rozpoznawczej występującej w strukturze Wydziału Żandarmerii Wojskowej we Wrocławiu na Sekcję Kryminalną, a także określił obszar działania Lubuskiego Oddziału Żandarmerii Wojskowej i podległych Wydziałów Żandarmerii Wojskowej w Wędrzynie i we Wrocławiu.
Nowy obszar działania Lubuskiego Oddziału ŻW obejmuje dziesięć garnizonów: Bolesławiec, Głogów, Kłodzko, Krosno Odrzańskie, Leszno, Opole, Sulechów, Świętoszów, Zielona Góra, Żagań. Obszar działania Wydziału ŻW w Wędrzynie obejmuje trzy garnizony: Wędrzyn, Międzyrzecz i Skwierzyna, natomiast kolejne trzy garnizony znalazły się na obszarze działania Wydziału ŻW we Wrocławiu: Wrocław, Brzeg i Oleśnica. W specyficznej sytuacji znalazł się dowódca Garnizonu Jarocin, którego terytorialny zasięg właściwości pokrywa się z obszarem działania czterech jednostek organizacyjnych Żandarmerii Wojskowej: Oddziałów ŻW w Bydgoszczy i Żaganiu oraz Wydziałów ŻW w Poznaniu i we Wrocławiu.
Od 22 grudnia 2011 roku szczegółowe zakresy działania jednostek Żandarmerii Wojskowej określa zarządzenie Nr 53/MON Ministra Obrony Narodowej z dnia 8 listopada 2011 r. w sprawie szczegółowych zakresów działania jednostek organizacyjnych Żandarmerii Wojskowej.
Od 25 maja 2012 żołnierze ŻW w czasie wykonywania zadań służbowych noszą na prawym ramieniu naramiennik „MP Żandarmeria Wojskowa”.
W lipcu 2012 kompania ŻW została przezbrojna w 5,56 mm karabinki wz. 1996 „Beryl”, a pozostała kadra otrzymała 9 mm pistolety Glock 17.
W dniach 10-22 września 2012 na terenie Ośrodka Szkolenia Poligonowego Wojsk Lądowych Wędrzyn żołnierze OŻW w Żaganiu zabezpieczali ćwiczenie taktyczne z wojskami Wielonarodowego Batalionu Policji Wojskowej NATO pk. „Sharp-Lynx'12”.
W piątek 28 września 2012 żołnierze obchodzili święto Żandarmerii Wojskowej. Wśród zaproszonych gości był między innymi gen. dyw. Mirosław Różański, dyrektor Departamentu Strategii i Polityki Obronnej MON. Obchody święta zostały zorganizowane z ponad trzymiesięcznym opóźnieniem spowodowanym udziałem żołnierzy ŻW w zabezpieczeniu Mistrzostw Europy w Piłce Nożnej UEFA EURO 2012. Od 1 czerwca do 5 lipca żołnierzom ŻW przysługiwały uprawnienia określone w art. 15-17 ustawy o Policji. Ponadto w pierwszej dekadzie sierpnia 2012 w Kostrzynie nad Odrą zabezpieczano XVIII Przystanek Woodstock.
15 lutego 2013 Wojskowa Prokuratura Garnizonowa w Zielonej Górze zaprzestała rejestrowania w repertoriach materiałów w sprawach o przestępstwa i wykroczenia. Prokuratorzy przestali pełnić dyżurny oraz uczestniczyć w działaniach profilaktycznych w instytucjach i jednostkach wojskowych. Tego samego dnia Wydział ŻW w Wędrzynie i Placówka ŻW w Sulechowie rozpoczęły współpracę w Wojskową Prokuraturą Garnizonową w Szczecinie, a Oddział ŻW w Żaganiu rozszerzył zakres współdziałania z Wojskową Prokuraturą Garnizonową we Wrocławiu.
31 marca 2013 została zniesiona Wojskowa Prokuratura Garnizonowa w Zielonej Górze.
12 listopada 2013 roku płk Krzysztof Drzymalik przekazał obowiązki szefa Zarządu Prewencji KG ŻW płk. Marcinowi Fitasowi, dotychczasowemu komendantowi Oddziału Specjalnego Żandarmerii Wojskowej w Warszawie.
We wtorek 28 stycznia 2014 roku, w Klubie 11 DKPanc w Żaganiu, płk Jerzy Żołudź przekazał obowiązki komendanta Oddziału płk. Tomaszowi Kajzerowi, dotychczasowemu szefowi Oddziału Wewnętrznego i Ochrony Informacji Niejawnych Komendy Głównej ŻW. W ceremonii przekazania obowiązków wzięli udział między innymi komendant główny Żandarmerii Wojskowej gen. dyw. Mirosław Rozmus i dowódca 11 DKPanc gen. dyw. Janusz Adamczak.
Dotychczasowy komendant Oddziału, płk Jerzy Żołudź został wyznaczony na stanowisko szefa Oddziału Profilaktyki w Zarządzie Prewencji KG ŻW. Zastąpił na tym stanowisku płk. Wojciecha Łomnickiego, który 12 listopada 2013 roku został wyznaczony na stanowisko szefa Oddziału Prewencji-zastępcy szefa Zarządu Prewencji KG ŻW.
Z dniem 20 lutego 2014 obowiązki zastępcy komendanta Oddziału ŻW objął ppłk Piotr Filipowski, ostatnio pełniący służbę w Oddziale Prewencji KG ŻW na stanowisku starszego specjalisty. Dotychczasowy zastępca komendanta Oddziału ŻW, ppłk Tomasz Rosiński objął obowiązki na stanowisku szefa Wydziału Dydaktycznego Centrum Szkolenia Żandarmerii Wojskowej w Mińsku Mazowieckim. Przez niespełna miesiąc kluczowe stanowiska w jednostce, komendanta i jego zastępcy, zajmowali absolwenci Szkoły Podchorążych Rezerwy (kierunek ŻW) w Wyższej Szkole Oficerskiej im. Stefana Czarnieckiego Poznaniu. Uroczysta zbiórka z okazji pożegnania ppłk. Rosińskiego i „powitania” ppłk. Filipowskiego miała miejsce 17 lutego 2014 roku.
6 listopada 2014 roku Minister Obrony Narodowej mianował z dniem 11 listopada 2014 roku pierwszego szefa sztabu Oddziału ŻW w Żaganiu, majora w stanie spoczynku Jana Majewskiego podpułkownikiem.
20 listopada 2014 roku chorąży Beata Cierpiał z Oddziału ŻW w Żaganiu została wyróżniona tytułem „Lidera Profilaktyki 2015” wśród żołnierzy Żandarmerii Wojskowej.
1 grudnia 2014 roku przewodniczącym Rady Miejskiej w Leśnej został wybrany mjr rez. Stanisław Kazimierz Marczyński, pierwszy komendant Placówki ŻW w Jeleniej Górze, były oficer Wydziału ŻW w Żaganiu, odznaczony Krzyżem Zasługi za Dzielność za wykazane męstwo w czasie pełnienia obowiązków w ramach Polskiego Kontyngentu Wojskowego w Iraku, członek Zarządu Koła Regionalnego Stowarzyszenia Żandarmerii Wojskowej „Żandarm” działającego przy Oddziale ŻW w Żaganiu.
10 lutego 2015 roku weszło w życie nieobowiązujące już rozporządzenie Ministra Obrony Narodowej z dnia 31 grudnia 2014 roku w sprawie rodzajów, zestawów i wzorów oraz noszenia umundurowania i oznak wojskowych przez żołnierzy zawodowych i żołnierzy pełniących służbę kandydacką. „Rewolucyjną” zmianą okazało się przeszycie przez cały stan osobowy Oddziału odznak rozpoznawczych Żandarmerii Wojskowej z lewego na prawy rękaw kurtek munduru, bluz olimpijek i płaszczy. Po raz pierwszy, żołnierze Oddziału wystąpili z „nowymi” odznakami rozpoznawczymi w czwartek 26 lutego, w czasie ceremonii pożegnania dotychczasowego zastępcy komendanta. Z dniem 3 marca ppłk. Piotr Filipowski objął obowiązki na stanowisku zastępcy szefa Zarządu Prewencji – szefa Oddziału Prewencji Komendy Głównej ŻW w Warszawie i został awansowany na pułkownika. Tego samego dnia dotychczasowy komendant Wydziału ŻW we Wrocławiu ppłk Daniel Kowalczyk awansował na pułkownika i objął obowiązki na stanowisku komendanta Oddziału ŻW w Szczecinie. W piątek 27 lutego obowiązki komendanta Wydziału ŻW we Wrocławiu przyjął ppłk Dariusz Ściana, dotychczasowy zastępca komendanta Oddziału ŻW w Krakowie.
2 maja 2015 roku na dziedzińcu Pałacu Prezydenckiego w Warszawie komendant Oddziału ŻW w Żaganiu płk Tomasz Kajzer odebrał z rąk Prezydenta RP Bronisława Komorowskiego flagę państwową RP.
23 czerwca 2015 roku podsekretarz stanu Maciej Jankowski, działając z upoważnienia Ministra Obrony Narodowej, wprowadził odznakę pamiątkową Oddziału Żandarmerii Wojskowej w Żaganiu, zatwierdził wzór odznaki i legitymacji oraz nadał regulamin odznaki.

## Obsada personalna Oddziału ŻW
Komendanci:

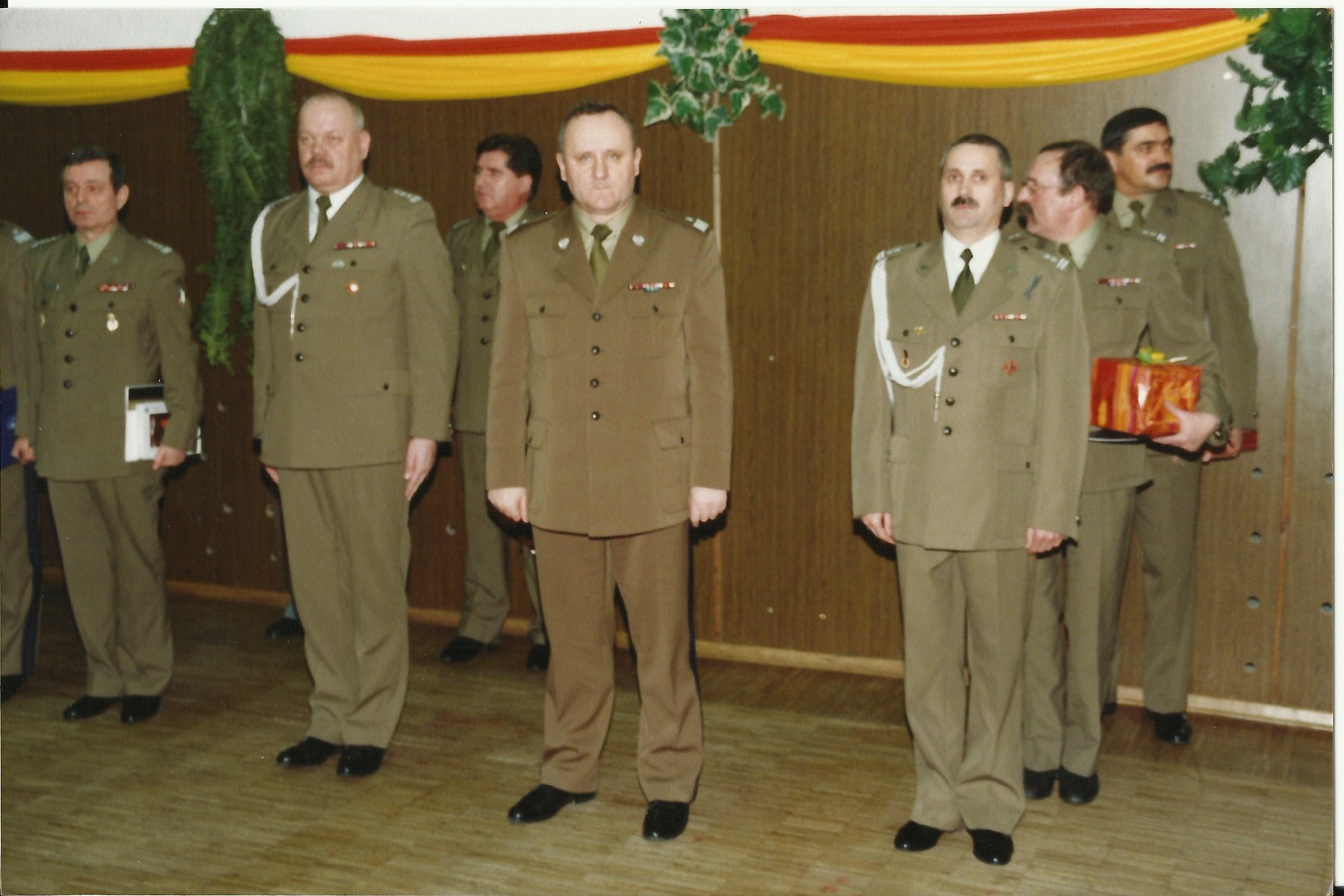
Przekazanie obowiązków komendanta

- ppłk / płk Janusz Hinc (2 I 2001[31] – 9 V 2002)
- płk Ryszard Gano (9 V 2002 – 2003)
- płk Mariusz Sośnicki (2003 – 31 III 2004)
- ppłk / płk Wiesław Szczygielski (31 III – 25 VI 2004)
- płk Krzysztof Drzymalik (25 VI 2004 – 17 XII 2010)
- ppłk Jerzy Żołudź (p.o. 17 XII 2010 – 31 I 2011)
- płk Jerzy Żołudź (1 II 2011 – 28 I 2014)
- płk Tomasz Kajzer (od 28 I 2014)
- płk Dariusz Ściana
- płk dr Daniel Kowalczyk (od 23 VIII 2021)

Zastępcy komendanta:
- ppłk Władysław Kułasiewicz (od 3 I 2001[32])
- ppłk Krzysztof Drzymalik
- ppłk Mariusz Gawroński
- ppłk Jerzy Żołudź
- ppłk Daniel Kowalczyk (1 IV – 30 VI 2011)
- ppłk Dariusz Domagała (1 VII 2011 – 31 VII 2012[33])
- ppłk Tomasz Rosiński (2 I 2013[34] – 19 II 2014)
- ppłk Piotr Filipowski (20 II 2014 – 2 III 2015)
- ppłk Artur Staniek (4 V 2015 – 15 X 2018)
- ppłk Marcin Fajfer (15 X 2018 – 31 X 2021)
- ppłk Sławomir Kuliczkowski (od 2 III 2023)

Szefowie sztabu:
- mjr Jan Majewski (od 4 I 2001[35])
- ppłk Paweł Nykiel (od 11 V 2001[36])
- mjr Bogusław Zarzycki
- mjr Mirosław Giedrojć (1 XII 2010 – 30 VI 2011[a])
- mjr Artur Staniek (1 VII 2011 – 3 V 2015)